# 1988 في رومانيا
فيما يلي قوائم الأحداث التي وقعت خلال عام 1988 في رومانيا.

## رياضة
- 22 يونيو – دوري الدرجة الأولى الروماني 1987–88 الفائز نادي ستيوا بوخارست.

## مواليد

### يناير
- 1 يناير – أليكساندرو مونتيانو لاعب كرة قدم روماني.

### فبراير
- 5 فبراير – ايريك بيكفالفي لاعب كرة قدم روماني.
- 11 فبراير – فلاد مولدوفانو لاعب كرة سلة روماني.

### مارس
- 17 مارس – ميهاي لوكا لاعب كرة قدم روماني.
- 29 مارس – أندريه إيونيسكو لاعب كرة قدم روماني.
- 31 مارس – إديت ميكلوس متزحلقة جبال الألب رومانية.

### مايو
- 9 مايو – كريستيان ميلينتي لاعب كرة قدم روماني.
- 17 مايو – إيلينا يونيسكو مغنية رومانية.
- 29 مايو – أندري نيشيتا درّاج طريق روماني.
- 29 مايو – ميهاي كوستيا لاعب كرة قدم روماني.

### يونيو
- 5 يونيو – دان نيستور لاعب كرة قدم روماني.
- 27 يونيو – سيلفيو للي لاعب كرة قدم روماني.

### يوليو
- 9 يوليو – راؤول روسيسكو لاعب كرة قدم روماني.
- 10 يوليو – فيرجيل مونتيانو مصارع هاوي روماني.
- 24 يوليو – أدريان بوبا لاعب كرة قدم روماني.

### أغسطس
- 8 أغسطس – مادالينا ديانا غينا
- 26 أغسطس – كريستينا نياغو لاعبة كرة يد رومانية.

### سبتمبر
- 20 سبتمبر – أورا أندريا مونتيانو لاعبة جمباز فني رومانية.

### أكتوبر
- 8 أكتوبر – ألكساندرو شيميكو لاعب كرة يد روماني.
- 8 أكتوبر – إيرينا بوب لاعبة كرة يد دومينيكية.
- 13 أكتوبر – لوسيانا مارين لاعبة كرة يد رومانية.
- 15 أكتوبر – باتريسيا فيزيتيو لاعبة كرة يد رومانية.

### نوفمبر
- 18 نوفمبر – دانييلا بابينو لاعبة كرة يد رومانية.

## وفيات

### فبراير
- 22 فبراير – يوجين إيورداتش (مواليد 1922) لاعب كرة قدم روماني.

### مايو
- 20 مايو – آنا أصلان (مواليد 1897)

### يوليو
- 18 يوليو – بيتري مونتيانو (مواليد 1916) مغني روماني.

### أكتوبر
- 31 أكتوبر – جون هاوسمان (مواليد 1902)